# Sadies seychellensis
Sadies seychellensis är en spindelart som beskrevs av Fred R. Wanless 1983 [1984. Sadies seychellensis ingår i släktet Sadies och familjen hoppspindlar. Inga underarter finns listade i Catalogue of Life.